# Mehmed Celal Bey
Mehmed Celal Bey (osmanisch محمد جلال بك‎; * 1863 in Kızıltoprak, Kadıköy; † 1926 in Istanbul) war mehrfacher Gouverneur sowie Minister des Osmanischen Reiches. Er war ein Augenzeuge des Völkermords an den Armeniern.

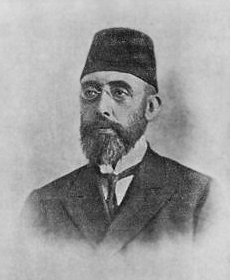
Mehmed Celal Bey

## Leben
Mehmed Celal Bey wurde 1863 im Viertel Kızıltoprak in Istanbul geboren. Ab März 1910 war Mehmed Celal Bey Gouverneur des Vilâyets Erzurum, was er bis Juli 1911 blieb. Zwischen Juni und Oktober 1911 war er Gouverneur von Vilâyet Edirne, von Juni 1911 bis August 1912 Gouverneur des Vilâyets Aydin, von Juli 1913 bis Juni 1915 Gouverneur Aleppos, von Juni bis September 1915 Gouverneur Konyas und November 1919 bis August 1920 Gouverneur Adanas.
Zwischen Oktober und dem Dezember 1911 war er zudem Innenminister und zwischen Januar und Juli 1913 Handelsminister. Als Gouverneur von Konya berichtete er zu den Massakern an den Armeniern:

„Statt Wasser floss Blut im Fluss, und Tausende von sündenlosen Kindern, unschuldigen Alten, hilflosen Frauen, kräftigen Jungen flossen in diesem Blutstrom ins Nichts. Ich habe gerettet, was ich mit meinen Händen und Nägeln festhalten konnte. Die übrigen, so glaube ich, sind dahingeflossen, ohne Hoffnung auf Wiederkehr.“

Mehmed Celal Bey übte während des Völkermords das Gouverneursamt in Aleppo und Konya aus. Vom 10. bis 13. Dezember 1918 erklärte er in einem auf der Titelseite der Zeitung Vakit abgedruckten dreiteiligen Artikel, dass er bei den Deportationen sein Bestes tat, um die Misshandlungen an armenischen Mitbürgern zu verhindern, dass er deshalb jedoch von seinem Amt zurücktreten musste.
Celal Bey war zwischen Juni 1921 und März 1922 zum Zeitpunkt der Besetzung Istanbuls Oberbürgermeister (Belediye Başkanı) der osmanischen Hauptstadt. Er starb dort im Jahre 1926. Sein Grab befand sich am heutigen Taksim-Platz. Es wurde allerdings 1940 im Zuge von Straßenbaumaßnahmen eingeebnet.